# 長野業盛
長野 業盛/氏業（ながの なりもり/うじなり）は、戦国時代の武将。系譜類には「業盛」の名で伝えられているが、「氏業」の名で伝えられる古文書もある。

## 生涯
天文13年（1544年）、長野業正の子として誕生。
兄・吉業は天文15年（1546年）の河越城の戦いの際に討死したため、父・業正が永禄4年（1561年）に没すると17歳で家督を継ぐ。父に劣らず、武勇に優れていたと言われる。しかし甲斐武田氏を何度も撃退した業正の死は、箕輪衆にとっては大きな痛手であった。父の死後一度は撃退するも永禄9年（1566年）、武田信玄が2万の大軍を率いて攻め込む。業盛は居城・箕輪城に拠って箕輪衆を率いて懸命に抗戦したが、衆寡敵せず敗れて9月29日、本丸の北側にある御前曲輪の持仏堂で業正の位牌を拝み、一族郎党と共に自害した。享年23（長年寺所蔵「長野氏系図」）。遺骸は哀れに思った僧法如らが、高崎市井出町、大円寺の墓地に葬ったといわれている。
辞世は「春風に 梅も桜も散り果てて 名のみぞ残る 箕輪の山里」

## 子孫
業盛の子・亀寿丸（2歳）は、家臣に抱かれて落ち延びて、城の南1里半にある寺・和田山極楽院に匿われたという。のちに出家して鎮良と名乗り、極楽院2代目の院主となった。落城時に同行した家臣の姪を妻として5子があったという。
また業盛の弟・業親の子という伝蔵（業実）は、武田氏滅亡後に徳川四天王の一人で箕輪を領した井伊直政の家臣となって4000石を有し、彦根藩の次席家老を務めた（『新編高崎市史』）。幕末の大老・井伊直弼の師とされる長野主膳は業盛の子孫といわれるが定かではない。
弟・正宣は、その後に武田信玄に仕え、53貫文の地を拝領したという。その子・久左衛門正信は、上野国三寺郷に住し、三寺姓を名乗った。

## 関連作品
- 『武田信玄』（NHK大河ドラマ、1988年、演：保阪尚希）